# Kaliumaluminat
Kaliumaluminat ist eine anorganische chemische Verbindung des Kaliums aus der Gruppe der Aluminate.

## Gewinnung und Darstellung
Kaliumaluminat kann durch Reaktion von Kaliumcarbonat oder Kaliumhydroxid mit Aluminiumoxid gewonnen werden.

## Eigenschaften
Kaliumaluminat ist ein farbloser Feststoff, der leicht löslich in Wasser ist. Bei niedrigen Temperaturen hat die Verbindung eine orthorhombische Kristallstruktur mit der Raumgruppe Pbca (Raumgruppen-Nr. 61), die sich bei 540 °C in eine tetragonale (Raumgruppe P41212 (Raumgruppen-Nr. 92)) und über 1350 °C in eine kubische Kristallstruktur umwandelt.

## Verwendung
Kaliumaluminat wird zum Abdichten von Beton (zum Beispiel im Brücken- und Tunnelbau) verwendet.